# 子葉鞘

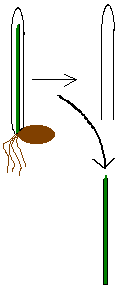
コムギの子葉鞘（上）と止め葉（下）の概図

子葉鞘（しようしょう、英: coleoptile）あるいは幼葉鞘（ようようしょう）は、エンバクやグラスといった単子葉植物の発芽時に、芽生えを保護する円筒状の鞘である。子葉鞘は、それぞれの側に1本ずつ維管束を持つ。子葉鞘の内部に収まっている止め葉とは異なり、発芽前の子葉鞘は顕著な量のプロトクロロフィルやカロテノイドを蓄積しないため、通常非常に薄い色をしている。しかしながら、一部の発芽前の子葉鞘は紫色のアントシアニン色素を蓄積する。
子葉鞘は、素早い伸長生長に特化した非常に良く似た細胞から構成されている。これらの細胞は分裂しないが、水を蓄積し嵩を増大させる。子葉鞘はまた、いくつか（しばしば2つ）の水を供給するための軸に沿った導管を有している。
子葉鞘が地表に達すると生長が止まり、止め葉が先端を突き破り生長を続ける。コムギの子葉鞘は発芽後3日目に最も生長する（暗条件下）。

## 屈性
子葉鞘を用いた光屈性に関する初期の実験によって、影となる側の植物細胞が光が当たる側の細胞よりも伸長するため、植物は光に向かって生長することが示唆された。1880年、チャールズ・ダーウィンとその息子フランシス・ダーウィンは、子葉鞘が光に向かって屈曲するためには、その先端が光に曝されている必要があることを明らかにした。したがって、子葉鞘の先端は光受容細胞を含んでいなければならないが、屈曲は茎葉部の下部でも起こる。この時、オーキシンと呼ばれる植物ホルモンが暗部へと移動し生長を刺激している。光屈性に必要な代表的な天然オーキシンとしてはインドール酢酸 (IAA) が知られている。
子葉鞘はまた、強力な屈地性反応を示し、常に上側に向かって方向を修正しながら生長する。屈地性反応は、光（より厳密にはフィトクロム）によって制御されている。この制御の方向性（刺激あるいは抑制）は種間や品種間でも異なっている。